# Проезд Девичьего Поля
Прое́зд Де́вичьего По́ля — улица в центре Москвы в Хамовниках между Зубовской улицей и Плющихой. Здесь расположена Общевойсковая академия Вооружённых Сил Российской Федерации.

## История
Название возникло в XIX веке. Дано по находившемуся здесь урочищу Девичье поле (в XIX веке — любимое место гуляний москвичей). Это был участок ровной местности, прилегавший к Новодевичьему монастырю. В народе монастырь назывался просто Девичьим (как девичь монастырь он назван и в духовной князя Василия III, основавшего его). Отсюда и возникло название поля. Не имеет исторического подтверждения легенда, согласно которой здесь татарские баскаки отбирали девушек и уводили их в Орду в счет уплаты дани. В XIV веке местность была известна как Самсонов луг; образовано от канонического имени (или фамилии) владельца земли.

## Описание

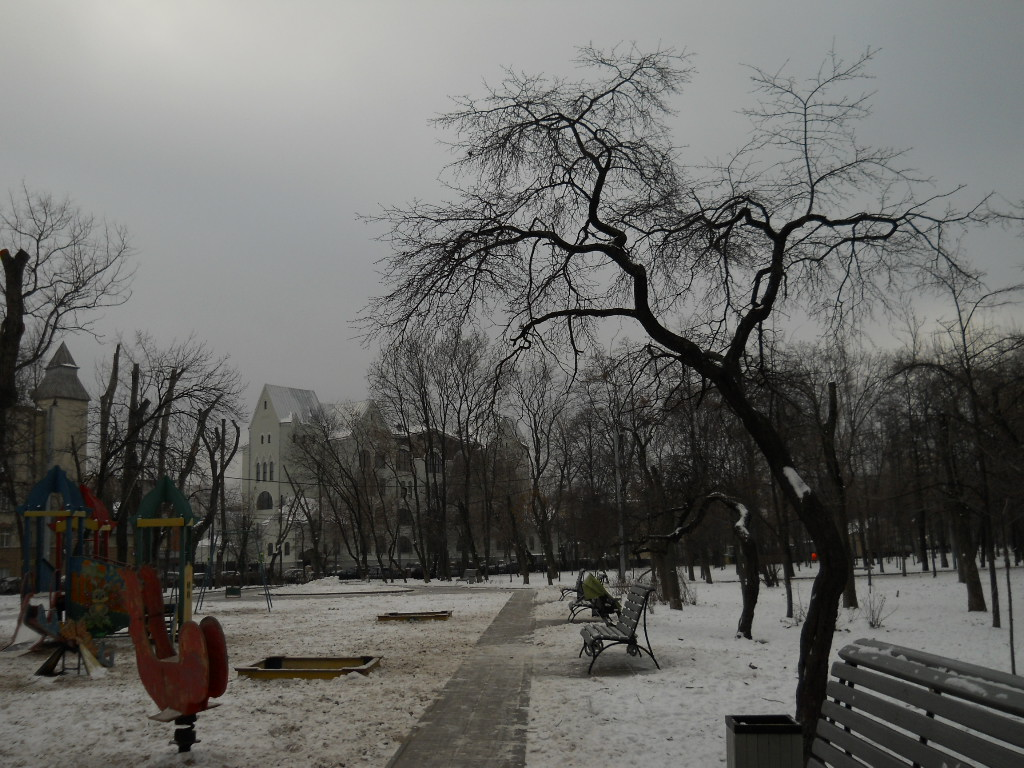
Начало проезда, сквер Девичьего поля. Вид на Большую Пироговскую и МБФ РНИМУ им. Пирогова

Проезд Девичьего Поля начинается от перекрёстка Зубовской улицы, Большой Пироговской и улицы Льва Толстого, проходит на запад вдоль сквера Девичьего поля, направо от него отходит Новоконюшенный переулок. Заканчивается, выходя на Плющиху.

## Примечательные здания и сооружения

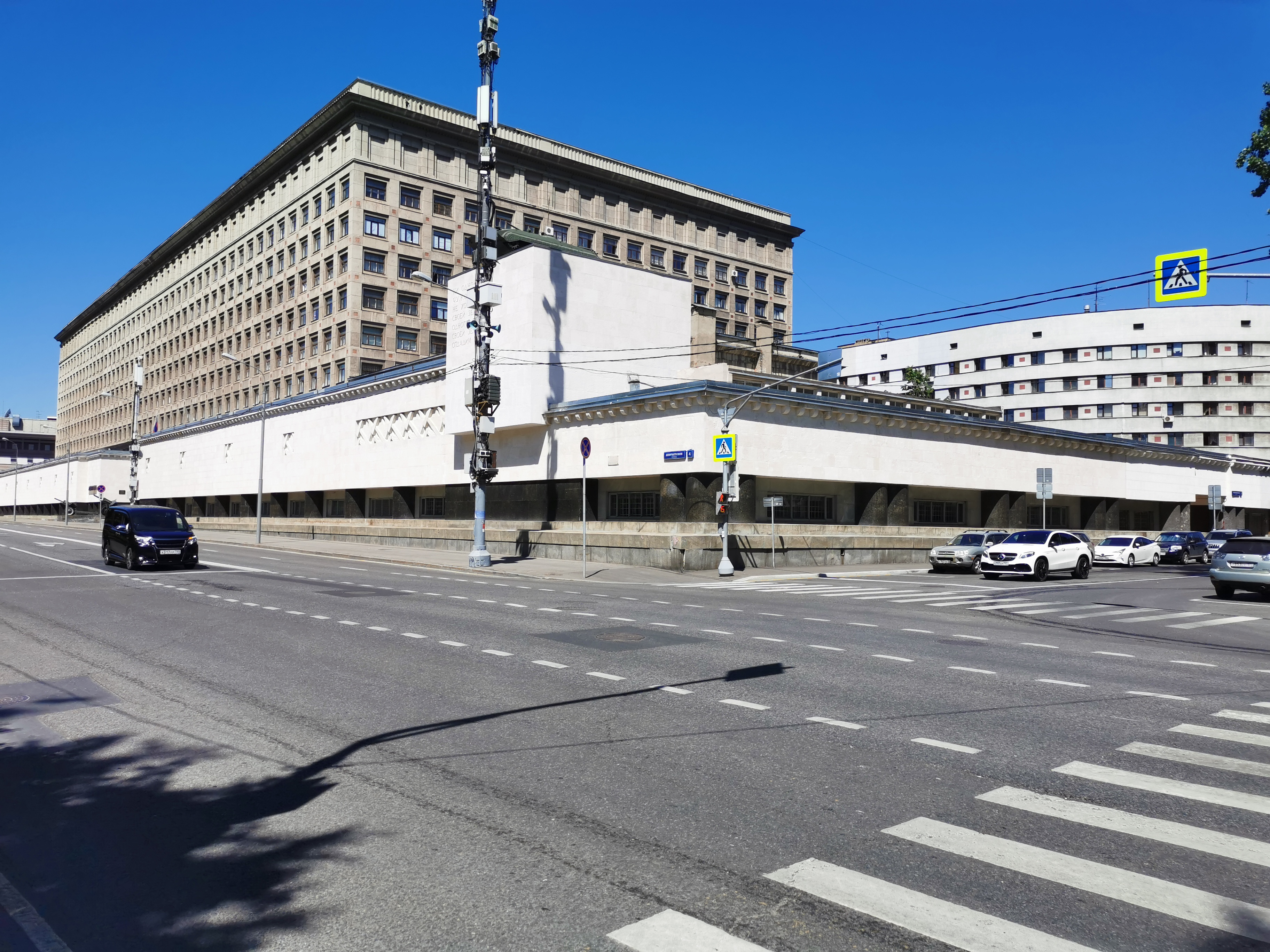
№ 4, Общевойсковая академия Вооруженных сил РФ.

Здания находятся только на чётной стороне.
- № 4 — Здание Военной академии имени М. В. Фрунзе (1932—1937, архитектор Л. В. Руднев, В. О. Мунц)[1], ныне — Общевойсковая академия Вооруженных сил РФ